# Den kgl. Mønt
|  | Denne artikel er oprettet af botten PalnaBot ud fra en ekstern database. Den kan derfor have sproglige fejl eller mangler. Denne skabelon kan fjernes efter kontrol af indholdet. |

Den kgl. Mønt er en film med ukendt instruktør.

## Handling
Metallerne smeltes i oliefyrede ovne. Metallerne støbes til stænger i forme. Stængerne udvalses. Møntpladerne udstanses. Udglødning, rensning, sortering og justering. Optælling af mønterne. Prægning. Fremstilling af medailler.